# Terme Tamerici
Le terme Tamerici sono uno stabilimento termale di Montecatini Terme, che sorge al centro del parco termale, non lontano dalle Terme Leopoldine.

## Storia e descrizione
La sorgente di acqua termale venne scoperta nel 1843 dai proprietari del terreno su cui sgorga, che le sfruttarono per i primi "bagni" fino al 1902, quando venne ceduta. Dai documenti catastali appare che il primo edificio termale era assai modesto, tanto che nel 1906 venne conferito a Giulio Bernardini l'incarico dell'ampliamento. I lavori terminarono nel 1911. Il nome "tamerici" è ispirato alla tamerice comune, una pianta che cresce nel luogo.
Il complesso appare come un insieme di edifici, dalle forme che ricordano l'architettura neomedievale, con decorazioni curate da Galileo Chini con richiami all'arte orientale. 
La fontana delle Naiadi nel giardino è una piccola versione della Fontana delle Naiadi concepita dallo scultore Mario Rutelli al centro di piazza della Repubblica a Roma.